# Ionik
Die Ionik GmbH mit Sitz in Paderborn war ein Hersteller von Speichermedien und elektronischen Geräten mit den zwei Eigenmarken, CnMemory und i.onik. Die Gesellschaft wurde im Jahr 2016 nach dem Erleiden erheblicher Verluste und entstandener Überschuldung liquidiert.

## Aktivitäten
Neben dem Distributorengeschäft positionierte sich das Unternehmen 2004 mit dem eigenen Brand CnMemory als Anbieter qualitativ hochwertiger Datenspeicher wie z. B. Flash-Speicher, Arbeitsspeicher, Festplatten, USB-Sticks uvm.
2011 wurde die zweite Eigenmarke i.onik geschaffen. Sie orientiert sich mit dem Portfolio schwerpunktmäßig Richtung Lifestyle (u. a. mobile Devices und Tablets). Der eigene Anspruch ist es, qualitativ und technisch hochwertige Produkte mit außergewöhnlichem Design zu produzieren.
Im Sommer 2013 gehörte Ionik zu den Top 5 Tabletherstellern in Deutschland. Die Firma hat selbst ein Android-Betriebssystem entwickeln und programmieren lassen.
Das Unternehmen hat außerdem Distributionsverträge mit industrieführenden Herstellern, deren Produkte ebenfalls über den Einzelhandel und Handelsketten vermarktet werden.

## Hintergrund
Das ursprüngliche Unternehmen wurde 1998 in Freiburg unter dem Namen Chips and More als Distributor für Speicherlösungen gegründet. Am 29. Juli 2013 meldete es Insolvenz an. Im Januar 2014 wurde der Geschäftsbetrieb mit den Marken sowie anderen Vermögensgegenständen von dem weltweit agierenden ITK-Unternehmen Global Distribution mit Sitz in Dubai übernommen, der Unternehmenssitz der neuen Ionik GmbH war seitdem Paderborn, wo das Schwesterunternehmen ActionIT ansässig war und auch heute (März 2018) noch über eine Betriebsstätte verfügt. Produktion und Service waren in Freiburg ansässig.

## Produkte

### CnMemory

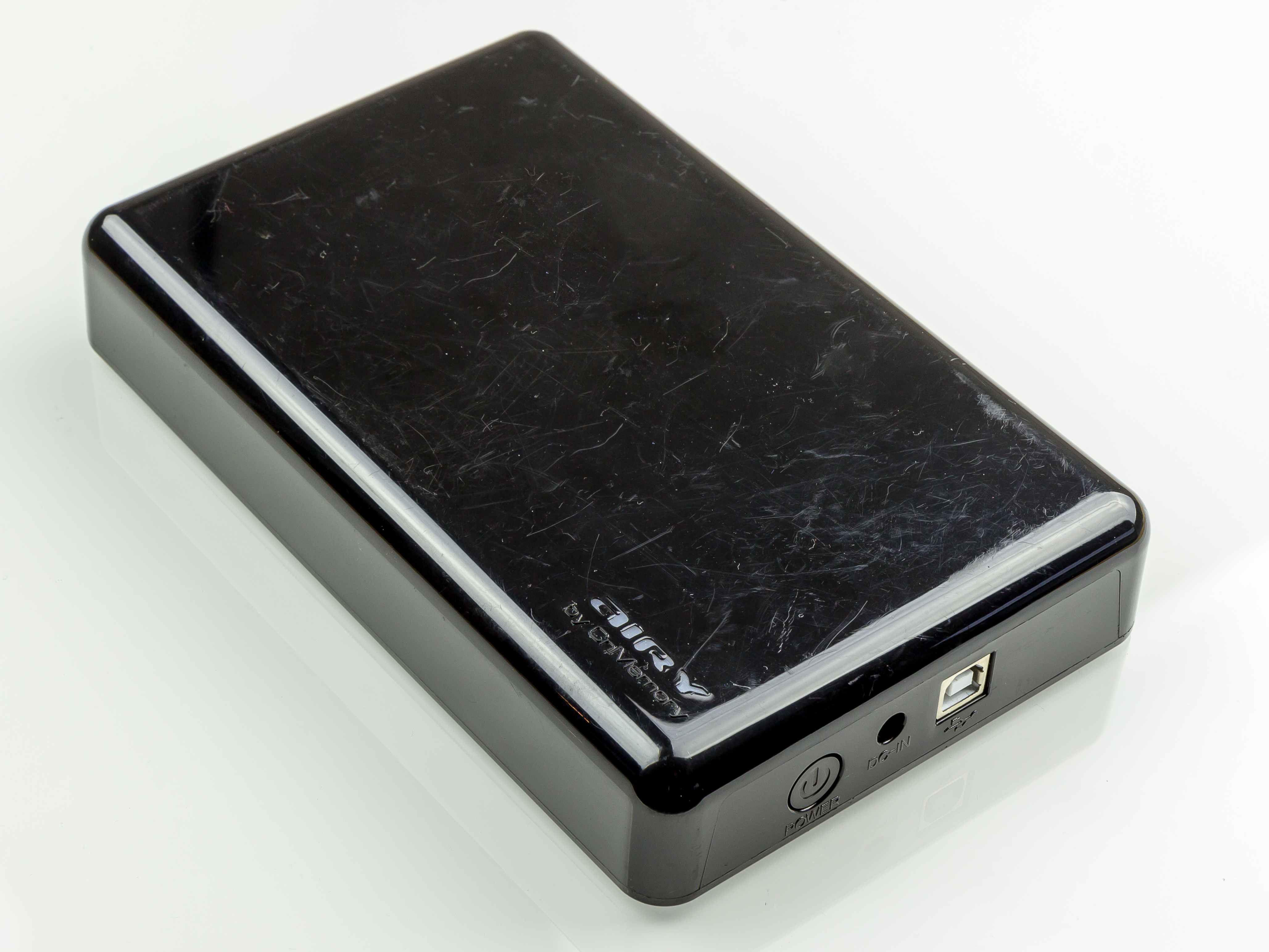
Externe Festplatte Airy by CnMemory

Neues Logo

Logo vor der Umbenennung

Angeboten wurden Speichermedien wie Flash Memorys für Digitalkameras, PCs, Notebooks, Handys und MP3-Player sowie Festplatten, Arbeitsspeicher und DVD-Laufwerke und entsprechendes Zubehör.

### Ionik
Das Portfolio teilte sich in 4 Bereiche auf:
- Mobile: Tablet-PCs, Powerbanks, Tastaturen
- Entertain: Soundsysteme, Headsets
- Hometec: Alarmanlagen, WiFi Geräte
- Equipment: USB-Kabel, Tablet-Taschen, Micro-SD Karten